# Стеван Хаџић
Стеван Хаџић (Београд, 19. фебруар 1868 — Београд, 23. април 1931) био је генерал српске и армијски генерал југословенске војске. У Краљевини Југославији био је четири пута министар војске и морнарице и на тој је остао до пред смрт.

## Биографија
Рођен је 19. фебруара 1868. године у Београду, од оца Светозара пешадијског пуковника српске војске (у Српско-турским ратовима био је командант чачанске и ћупријске бригаде) и мајке Милеве рођене Герман. У војску је ступио 1885. године, као ђак-добровољац 14. пешадијског пука у Српско-бугарском рату, а након рата вратио се редовном школовању. Након завршене гимназије у Нишу примљен је 1886. године на школовање у 19. класу ниже школе Војне Академије. Војну академију завршио је у Београду 1889. године, а у војној служби је редовно напредовао. По завршеном стажу у 35. руској артиљеријској бригади, завршио је руску Николајевску генералштабну академију у Петрограду (1891–1895).
Оженио се 1901. године, Јелисаветом - Елом (1879–1966), ћерком коњичког пуковника Александра Симоновића и Милице рођене Спасић, каснијом дворском дамом краљице Марије. Имали су сина Војислава и ћерку Олгу (1905–1965) која се 1927. године удала за коњичког пуковника Николу Чанића (1897–1986). Њихова кћерка је Мирјана Чанић-Радојловић (1932).

## Активна служба
По завршетку школовања, првим распоредом одређен је 1895. за водника у артиљеријском пуку и наставника у Артиљеријској подофицирској школи. Од 1896. године налазио се на дужности вршиоца дужности начелника штаба Дринске дивизијске области. У периоду 1897–1901. године био је ордонанс краља и шеф саобраћајног одсека главног Генералштаба, потом начелник Штаба коњичке дивизије а напослетку и начелник Штаба Дунавске дивизијске области. Године 1902. био је командант 9. пешадијског пука. Шеф Извештајног одсека главног Генералштаба био је у периоду 1904–1905. године. Дана 18. маја 1906. године именован је командантом 18. пешадијског пука а убрзо до 1910. године био је шеф Генералштабног одсека и начелник Општевојног одељења Министарства војног.
Поред редовних дужности два пута је био професор Тактике и Стратегије у периоду од 1900–1901. и од 1906–1910. године Војној Академији. Дана 31. маја 1910. године постављен је за војног изасланика у Петрограду и на тој дужности остао до краја Првог балканског рата. Године 1912., враћен у земљу и у Другом балканском рату 1913. био је командант Дринске дивизије I позива, која је у Брегалничкој бици примила главни удар 8. и дела 7. бугарске дивизије.
У Првом светском рату командује Шумадијском дивизијом I позива у Церској бици до 10. августа. Том приликом учествовао је у свим бојевима на десној обали Саве код Шапца и у Мачви. У августу 1914. године српска Врховна команда поставила га је за начелника штаба I српске армије. Команданти армије су били генерали (будуће војводе) Петар Бојовић (смењен због рањавања 14. новембра) и Живојин Мишић са којим је остао у руководећем кадру до одласка на Крф, 1916. године. У фебруару 1916. године Врховна команда на Крфу издаје директиву пуковнику Хаџићу (постављајући га за команданта) за одлазак у Русију, ради формирања I српске добровољачке дивизије. Као командант до марта 1917. године, Хаџић је ову дивизију водио из победе у победу. Марта 1917. године, по завршеним операцијама у Добруџи, именован је за војног изасланика у Румунији, где је остао све до 1919. године.
После Првог светског рата, од 30. марта 1919. године до 19. фебруара 1920. године је министар војске и морнарице. Дана 17. фебруара 1920. године постављен је за команданта II армијске области, и на тој дужности остао је до 20. марта 1921. године. Као члан ужег круга присталица краља Александра I, био је његов први ађутант у периоду од 13. марта 1921. до 24. децембра 1926. године (са прекидима од 24. маја до 20. јула 1921. године и од 27. јула до 6. новембра 1924. године, када је по други и трећи пут био министар војске и морнарице). Након одласка са места првог ађутанта, по четврти пут именован министром војске и морнарице и ту дужност обављао је до пред смрти.
Преминуо је у својој породичној кући 23. априла 1931. године. Сахрањен је на Новом гробљу.
Село Нови Жедник у Бачкој је по свом оснивању носило име Ђенерал Хаџићево, по генералу Хаџићу.

## Официрско напредовање и одликовања
Унапређен је у чин: артиљеријског потпоручника 10. септембра 1889; генералштабног капетана 1896; пуковника 19. фебруара 1912; генерала 18. октобра 1918. и армијског генерала 21. октобра 1923.
Одликован Орденом Карађорђеве звезде III и IV степена, Орденом Светог Саве, Орденом Белог орла а од иностраних имао је највише ордене – руске, француске, енглеске, румунске, чехословачке, белгијске, пољске, грчке, америчке и персијске.